# Fonologia do grego moderno
Este artigo apresenta uma síntese da fonologia do grego moderno padrão.

## Consoantes
O sistema consonantal do grego é difícil de descrever, já que há controvérsias sobre quais sons devem ser classificados como fonemas e quais devem ser analisados como alofones. A tabela abaixo apresenta o inventário máximo de 27 consoantes.
|           |          | Labial | Dental | Alveolar | Palatal | Velar |
| --------- | -------- | ------ | ------ | -------- | ------- | ----- |
| Nasal     | Nasal    | m      |        | n        | ɲ       | ŋ     |
| Oclusiva  | surda    | p      | t      |          | c       | k     |
| Oclusiva  | sonora   | b      | d      |          | ɟ       | ɡ     |
| Fricativa | surda    | f      | θ      | s        | ç       | x     |
| Fricativa | sonora   | v      | ð      | z        | ʝ       | ɣ     |
| Africada  | surda    |        |        | ts       |         |       |
| Africada  | sonora   |        |        | dz       |         |       |
| Vibrante  | Vibrante |        |        | r        |         |       |
| Lateral   | Lateral  |        |        | l        | ʎ       |       |

Destas 27 consoantes apresentadas aqui, apenas as 15 mostradas em preto são fonemas não disputados. Estes 15 sons são também os únicos representados por letras únicas na ortografia grega, e correspondem diretamente a fonemas consonantais do grego antigo. Nesta análise minimalista, todos os outros sons podem ser descritos como sequências e combinações de dois fonemas ou variantes alofônicas de outro fonema:
- As palatais [c, ɟ, ç, ʝ] podem ser considerados como alofones dos seus equivalentes velares antes de vogais anteriores. Quando estes sons ocorrem antes de vogais posteriores, uma vogal intercedente silenciosa /i/ (representada na ortografia como ⟨ι⟩, ⟨υ⟩ e ⟨ει⟩) é esperada. As velares só ocorrem antes de vogais posteriores.
- As soantes [ɲ, ʎ] são geralmente analisadas como sequências de /ni/ e /li/, respectivamente, e assim são escritas de acordo com a ortografia grega.
- As séries de oclusivas sonoras podem ser analisadas como sequências de nasais e oclusivas surdas, [b] = /mp/, [d] = /nt/, [ɡ] = /nk/. Outra vez, é assim que são representadas pela ortografia, usando os dígrafos <μπ, ντ, γκ>.
- /ts/ e /dz/ podem ser analisadas como sequências bifonêmicas, e não fonemas separados.

O grego moderno padrão não possui consoantes geminadas no interior de palavras, embora nos dialetos do sudeste (notavelmente os de Chipre e de Rodes) sim.

### Realização fonética
A realização fonética das oclusivas surdas /b, d, ɡ/ (ou oclusivas pré-nasalizadas /mp, nt, nk/, dependendo da análise) é variável. No início de palavras, são pronunciados como oclusivas sonoras simples. No interior de palavras, podem ser realizados como sequências de uma nasal seguida por uma oclusiva [mb, nd, ŋɡ], ou como uma oclusiva com apenas uma leve pré-nasalização [ᵐb, ⁿd, ᵑɡ], ou inclusive como oclusivas simples [b, d, ɡ]. Isto era uma questão de variação dialetal e sociolinguística considerável, e certas variantes foram estigmatizadas; desde a segunda metade do século XX os falantes vem eliminando a pré-nasalização, pronunciando estes sons como oclusivas sonoras simples em qualquer posição. Alguns falantes, seguindo a normal prescritiva, possuem um contraste fonológico marginal no interior de palavras entre oclusivas sonoras puras e sequencias com nasais: [veˈdeta] ('celebridade', < Ital. vedetta), vs.   [venˈdeta] ('rixa de sangue', < Ital. vendetta). Estas mesmas oclusivas pré-nasalizadas podem ocorrer também como um resultado de assimilação de sequências /np, nt, nk/ entre palavras diferentes (sandhi).
As nasais tendem a assimilar a próxima consoante no ponto de articulação; portanto, há a nasal velar [ŋ] (escrita ⟨γ⟩) antes de /k, ɣ, x/) e a labiodental nasal [ɱ] ⟨μ⟩ antes de /f, v/.
/r/ pode ser tanto uma vibrante múltipla [r] ou, em posição intervocálica, uma simples [ɾ].
[c] e [ɟ] são africadas para [t͡ɕ] e [d͡ʑ] em alguns dialetos, notavelmente os de Creta e  na península no centro-sul do Peloponeso.
[s] e [z] podem ser apicais ([s̻], [z̻]).
[s] e [z] são laminoalveolares em muitos dialetos, e são articulados mais próximos da posição de [ɕ] e [ʑ].

### Regras de sandhi
Algumas das regras de assimilação mencionadas acima também acontecem entre palavras. Em particular, ocorre com um grande número de palavras gramaticais terminadas em /n/ (escrito ν), notavelmente as partículas de negação δε(ν) e μη(ν), as formas acusativas dos pronomes pessoais e os artigos definidos το(ν) e τη(ν). Se estas palavras forem seguidas por oclusivas surdas, o /n/ tende a ser assimilado de acordo com o ponto de articulação do som ou a ser omitido; contrariamente, a oclusiva tende a ser sonorizada. Isto resulta em pronúncias como τον πατέρα [to(m)baˈtera] ('o pai') ou δεν πειράζει [ðe(m)biˈrazi] ('não importa') ao invés das pronúncias esperadas [ton paˈtera] e [ðen piˈrazi]. A extensão precisa do efeito destas assimilações pode variar de acordo com o dialeto, velocidade da fala e formalidade.

## Vogais
O grego tem um sistema simples de 5 vogais, /a e i o u/. A vogal /a/ é centralizada, como em português. As vogais médias /e/ e /o/ têm a qualidade fonética entre as vogais semifechadas e semiabertas: [e̞, o̞]. As vogais fechadas /i/ e /u/ tem qualidades próximas das suas respectivas vogais cardinais. Não há uma distinção fonêmica entre vogais curtas e longas, embora vogais em sílabas tônicas sejam comumente mais longas que em sílabas átonas.
|         | Anterior | Posterior |
| ------- | -------- | --------- |
| Fechada | i        | u         |
| Média   | e        | o         |
| Aberta  | a        | a         |

### Ditongos
O grego moderno não possui ditongos distintivos fonêmicos; entretanto, certos grupos de vogais podem ser opcionalmente tratados como um hiato ou um ditongo. Os hiatos /a.i/ e /o.i/ são comumente pronunciados como ditongos em palavras como πλάι (pláï, ao lado) ou μοιρολόι (mirolóï, hino fúnebre). Ditongos são mais facilmente encontrados em empréstimos; por exemplo, a palavra para bolo, κέικ (kéïk), possui o ditongo /ei/. Este mesmo ditongo também pode ocorrer em palavras nativas gregas, como em λέει (léï, 'diz'), onde as duas vogais eram anteriormente separadas pela consoante γ (g).
Embora escritos com sequências de vogais, ⟨ευ⟩ representa /ev/, uma vogal e a consoante /v/ (o /v/ é ensurdecido para [f] quando uma outra consoante surda o segue.) Similarmente, ⟨αυ⟩ representa /av/ (ou /af/ antes de uma consoante surda). Mais raramente, ⟨ηυ⟩ representa /iv/ (ou /if/).

## Tonicidade
Diferentemente do grego antigo que tinha quatro tons, o grego moderno possui uma tonicidade dinâmica, como o português. Ainda assim, como no grego antigo, a sílaba tônica recai em uma das três sílabas finais.
A posição da sílaba tônica pode várias entre diferentes paradigmas de flexão em casos quando uma sílaba é adicionada, como em πρόβλημα 'problema', προβλήματα 'problemas'. Em algumas classes de palavras, a tonicidade é também sensível às vogais curtas e longas presentes no grego antigo, portanto uma sílaba não pode ser tônica se for a antepenúltima caso a vogal fosse longa, ex: άνθρωπος ('homem', nom. sg., última sílaba curta), mas ανθρώπων ('de homens', gen. pl., última sílaba longa). Ambas são regras do grego antigo.
Entretanto, no grego moderno esta regra já não é automática e não se aplica a todas as palavras, uma vez que a distinção de comprimento não existe mais, ex: καλόγερος 'monge', καλόγερων 'de monges').
Os clíticos, como pronomes possessivos, formam uma unidade com a palavra a que são anexados, e portanto contam como uma das sílabas da palavra. Assim, a adição de um clítico pode forçar a sílaba tônica a mover-se para para o final.